# Julius Skutnabb
Julius Ferninand Skutnabb (ur. 12 czerwca 1889 w Helsinkach, zm. 26 lutego 1965 tamże) – fiński łyżwiarz szybki, czterokrotny medalista olimpijski oraz brązowy medalista mistrzostw świata.

## Kariera
Julius Skutnabb reprezentował klub Helsingfors Skidsklub. Największy sukces w karierze osiągnął w 1924 roku, kiedy podczas igrzysk olimpijskich w Chamonix zdobył trzy medale. Rywalizację rozpoczął od zajęcia dziesiątego miejsca w biegu na 500 m. Tego samego dnia rozegrano bieg na 5000 m, w którym Skutnabb zajął drugie miejsce, ulegając tylko swemu rodakowi, Clasowi Thunbergowi. Drugiego dnia zajął najpierw czwarte miejsce w biegu na 1500 m, przegrywając walkę o medal z Norwegiem Sigurdem Moenem, a następnie zwyciężył na dystansie 10 000 m. W ostatniej konkurencji - wieloboju - Skutnabb zdobył brązowy medal, przegrywając jedynie z Thunbergiem i kolejnym Norwegiem, Roaldem Larsenem. W tym samym roku wziął także udział w mistrzostwach świata w wieloboju w Helsinkach, gdzie był trzeci za Larsenem i swym rodakiem Uuno Pietilą. W 1926 roku zdobył złoty medal na mistrzostwach Europy w Chamonix, wyprzedzając Austriaka Otto Polacska i Uuno Pietilę. Ostatni medal wywalczył w 1928 roku, kiedy na igrzyskach w Sankt Moritz zajął drugie miejsce na dystansie 10 000 m. W zawodach tych wyprzedził go jedynie Norweg Ivar Ballangrud, a trzecie miejsce zajął jego rodak Bernt Evensen. W latach 1914, 1916 i 1917 był mistrzem Finlandii w wieloboju.